# Премия имени Е. С. Варги
Премия имени Е. С. Варги — премия, присуждаемая с 1994 года Российской академией наук. Присуждается Отделением международных отношений за выдающиеся научные работы в области мировой экономики.

Премия названа в честь советского экономиста, известного учёного в области политической экономии капитализма и мировой экономики Е. С. Варги.

## Лауреаты премии
- 1994 — член-корреспондент РАН В. С. Автономов — за монографию «Человек в зеркале экономической теории» и цикл работ в области теоретических проблем рыночной экономики, истории и методологии экономической науки
- 1997 — доктор экономических наук В. С. Загашвили — за монографию «Экономическая безопасность России»
- 2001 — доктор экономических наук А. В. Аникин — за монографию «История финансовых потрясений. От Джона Ло до Сергея Кириенко»
- 2003 — доктор экономических наук Ю. В. Шишков — за работу «Интегрированные процессы на пороге XXI века. Почему не интегрируются страны СНГ»
- 2006 — доктор экономических наук В. А. Федорович — за серию работ «США: Федеральная контрактная система и экономика», «США: государство и экономика»
- 2009 — академик Б. Н. Порфирьев — за монографию «Экономика климатических изменений»
- 2012 — член-корреспондент РАН С. А. Афонцев — за монографию «Политические рынки и экономическая политика»
- 2015 — академик Г. И. Чуфрин — за монографию «Очерки евразийской интеграции»
- 2018 — член-корреспондент РАН А. Н. Спартак — за цикл научных работ по актуальным вопросам развития международной торговли и мировой торговой системы: «Современные трансформационные процессы в международной торговле и интересы России», «Международная торговля услугами: новые тенденции развития и регулирования, роль в интеграционных процессах», «Мировой и российский экспорт: тенденции и перспективы развития, системы поддержки»
- 2021 — кандидат экономических наук З. А. Мамедьяров — за монографию «Инновационное развитие мировой фармацевтической отрасли».